# Legació apostòlica de Ferrara
La legació de Ferrara va ser una sotsdivisió administrativa dels Estats Pontificis, instituïda el 1598 pel Papa Climent VIII, després de la devolució del Ducat de Ferrara als Estats de l'Església.

## Extensió
En la seva forma final, la legació limitava al nord amb la República de Venècia a l'est el mar Adriàtic, al sud la Legació de Romanya, a l'oest la legació apostòlica de Bolonya i el Ducat de Mòdena.
També set municipis de Romanya eren part de la Legació. Aquest territori va prendre el nom de "Romagna Estense":
- Lugo,
- Bagnacavallo,
- Cotignola,
- Sant'Agata sul Santerno,
- Massa Lombarda,
- Conselice,
- Fusignano (el territori del qual abastava la ciutat d'Alfonsine).

## Història
El 3 de maig de 1567, el Pius V va publicar la butlla papal Prohibitio alienandi et infeudandi civitates et loca Sanctae Romanae Ecclesiae. Aquesta butlla reclamava oficialment el ducat sobre les condicions que haurien faltat, en cas d'absència d'hereus legítims.
Alfons II d'Este va intentar tenir hereus legítims, però, malgrat els seus tres matrimonis, això no va ser possible. Va designar com a successor el seu cosí Cèsar (fill d'Alfonso, el germà del seu pare Hèrcules II d'Este), però l'acte va ser reconegut només per l'Imperi, no per l'Església, car l'oncle Alfons era el fill il·legítim del predecessor duc Alfonso I d'Este i de Laura Dianti.
A la mort del duc el papa Climent VIII, en 1598, va recuperar la ciutat, una antiga feu papal, portant-ho sota la jurisdicció directa dels Estats Pontificis. Després de la devolució del ducat de Ferrara a la Santa Seu, la família Este va traslladar la seva cort a Mòdena, i fins al 1859 va ser la capital del ducat dels Este.
El 1796 l'exèrcit de Napoleó Bonaparte va envair els Estats pontificis. El 22 de juny va caure Bolonya i, el desembre del mateix any, la Legació de Ferrara va passar a formar part de la República Cispadana. Posteriorment, el 29 de juny de 1797 va passar a formar part integrant de la República Cisalpina.
Després de la caiguda del regne napoleònic d'Itàlia, el territori de Ferrara va ser retornat a la Santa Seu, que va restaurar la Legació (13 de juny de 1815).

## Cronologia dels cardenals legats
| Cronologia dels Legats de Ferrara | Cronologia dels Legats de Ferrara | Cronologia dels Legats de Ferrara | Cronologia dels Legats de Ferrara |
| Nom                               | Data d'inici                      | Data de finalització              | Notes                             |
| --------------------------------- | --------------------------------- | --------------------------------- | --------------------------------- |
| Pietro Aldobrandini               | 29 de gener de 1598               | 30 de setembre de 1605            | Legat perpetu                     |
| Giovanni Francesco Aldobrandini   | 1598                              | 20 de juliol de 1605              | Co-legato                         |
| Orazio Spinola                    | 25 de setembre de 1606            | 17 de desembre de 1615            |                                   |
| Giacomo Serra                     | 16 de setembre de 1615            | 19 d'agost de 1623                |                                   |
| Francesco Cennini de' Salamandri  | 12 de novembre de 1623            | 5 d'abril de 1627                 |                                   |
| Giulio Cesare Sacchetti           | 8 de març de 1627                 | maig de 1630                      |                                   |
| Antonio Barberini                 | maggio 1630                       | 1631                              | Legat a latere                    |
| Giulio Cesare Sacchetti           | maggio 1630                       | 10 de juliol de 1631              | Co-legat                          |
| Giovanni Battista M. Pallotta     | 1 de juliol de 1631               | 21 de maig de 1634                |                                   |
| Stefano Durazzo                   | 2 de maig de 1634                 | 22 d'octubre de 1637              |                                   |
| Ciriaco Rocci                     | 19 de novembre de 1637            | 10 de novembre de 1640            |                                   |
| Marzio Ginetti                    | 19 de novembre de 1640            | 30 de novembre de 1642            |                                   |
| Antonio Barberini                 | 24 de novembre de 1642            | 1644                              | (segon cop)                       |
| Luigi Capponi                     | 1642                              |                                   |                                   |
| Giovanni Stefano Donghi           | 17 de juliol de 1644              | 6 de novembre de 1648             |                                   |
| Benedetto Odescalchi              | 15 de maig de 1648                | 21 d'octubre de 1651              | Elegit Papa Innocenci XI el 1676  |
| Alderano Cybo                     | 1651                              | 7 de novembre de 1654             |                                   |
| Giovanni Battista Spada           | 22 de juny de 1654                | 6 de juny de 1657                 |                                   |
| Lorenzo Imperiali                 | 23 d'abril de 1657                | 27 de maig de 1660                |                                   |
| Giacomo Franzoni                  | 5 de maig de 1660                 | 29 de maig de 1664                |                                   |
| Girolamo Buonvisi                 | 4 d'abril de 1664                 | 7 de maig de 1667                 |                                   |
| Neri Corsini                      | 10 de maig de 1667                | 7 de maig de 1670                 |                                   |
| Nicolò Acciaioli                  | 19 de maig de 1670                | 27 de maig de 1673                |                                   |
| Sigismondo Chigi                  | 17 d'abril de 1673                | 10 de maig de 1676                |                                   |
| Galeazzo Marescotti               | 5 de març de 1676                 | 18 de maig de 1680                |                                   |
| Nicolò Acciaioli                  | 29 d'abril de 1680                | 1 de setembre de 1689             | (seconda volta)                   |
| Giuseppe Renato Imperiali         | 10 d'abril de 1690                | 17 de novembre de 1696            |                                   |
| Ferdinando d'Adda                 | 24 de setembre de 1696            | 15 de desembre de 1698            |                                   |
| Fulvio Astalli                    | 24 de novembre de 1698            | 18 de desembre de 1707            |                                   |
| Lorenzo Casoni                    | 7 de novembre de 1797             | 1 de desembre de 1709             |                                   |
| Lorenzo Corsini                   | 9 de setembre de 1709             |                                   | Eletto Papa Clemente XII nel 1730 |
| Tommaso Ruffo                     | 19 de febrer de 1710              | 20 de juny de 1714                |                                   |
| Giulio Piazza                     | 28 de maig de 1714                | 25 de maig de 1718                |                                   |
| Giambattista Patrizi              | 10 de gener de 1718               | 31 de juliol de 1727              |                                   |
| Tommaso Ruffo                     | 6 d'agost de 1727                 | d'octubre de 1730                 | (segon cop)                       |
| Alessandro Aldobrandini           | 31 d'octubre de 1730              | 14 d'agost de 1734                |                                   |
| Agapito Mosca                     | 30 d'agost de 1734                | de setembre de 1740               |                                   |
| Raniero d'Elci                    | 16 de setembre de 1740            | 30 de gener de 1744               |                                   |
| Marcello Crescenzi                | 23 de setembre de 1743            | 28 d'agost de 1746                |                                   |
| Camillo Paolucci                  | 19 de setembre de 1746            | 17 de desembre de 1750            |                                   |
| Giovanni Battista Barni           | 22 de juliol de 1750              | 21 de gener de 1754               |                                   |
| Giovanni Francesco Banchieri      | 11 de febrer de 1754              | d'octubre de 1761                 |                                   |
| Marcello Crescenzi                | 13 de juliol de 1761              |                                   |                                   |
| Niccolò Serra                     | 1 de desembre de 1766             | 14 de desembre de 1767            |                                   |
| Girolamo Spinola                  | 25 de gener de 1768               |                                   |                                   |
| Scipione Borghese                 | 16 de desembre de 1771            | 5 d'abril de 1778                 |                                   |
| Francesco Carafa di Traetto       | 1 de juny de 1778                 | 7 de novembre de 1786             |                                   |
| Fernando Spinelli                 | 24 de juliol de 1786              | 29 de maig de 1795                |                                   |
| Francesco Maria Pignatelli        | 1 de juny de 1795                 | 23 de juny de 1796                | Armistici de Bolonya              |